# 滑炒
滑炒，也称溜炒，是炒的一种，为中餐的一种常见烹调方法。
溜炒是原料調味掛漿後，放入中等熱油中，滑開後即瀝乾。這一步有利於主料受熱均勻、保持水分。然後在炒勺中放少量底油，加上主、配料和蔥、薑、蒜等煸炒，勾芡出鍋。
不勾芡的类似烹调方法则称为清炒。
溜炒的菜餚口味鮮嫩滑潤，略帶底芡。例子：滑炒里肌、清炒蝦仁。